# Denham Springs
Denham Springs är en ort i Livingston Parish i Louisiana. Vid 2020 års folkräkning hade Denham Springs 9 286 invånare.